# Operazione Tracer
L'operazione Tracer fu un'operazione militare di tipo "stay-behind" che avrebbe avuto seguito solo in caso di invasione da parte delle Potenze dell'Asse a Gibilterra, una colonia e base militare appartenente alla Gran Bretagna, durante la seconda guerra mondiale.

## Storia
L'idea del piano venne ripreso dallo schema del 1940 elaborato da parte della Germania per catturare Gibilterra, denominata codice operazione Felix.
L'operazione Tracer è stato il frutto dell'ammiraglio John Henry Godfrey (1888–1971), direttore della Naval Intelligence Division (NID), la "divisione d'intelligence navale" dell'ammiragliato britannico. Nel 1941 decise di istituire un posto di osservazione segreto a Gibilterra che doveva rimanere operativo anche se questa fosse caduta nelle mani del nemico. Dalla struttura, i movimenti delle navi nemiche sarebbero stati riportati nel Regno Unito.
Godfrey ha chiesto l'assistenza di diversi consulenti distinti per portare a termine il progetto. Il piano era così segreto che Godfrey ha tenuto riunioni con i suoi consulenti presso la sua residenza privata piuttosto che a Whitehall al numero civico 36 di Curzon Street, Mayfair, Central London.

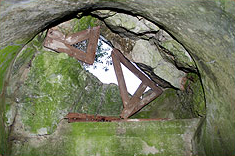
Posto di osservazione orientale con pezzi di camuffamento

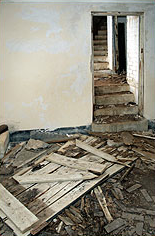
La scalinata che porta alla radio e ai servizi igienici

La decisione è stata fatta per costruire la struttura utilizzando il sistema esistente di tunnel per shelter di Lord Airey, il rifugio militare sotterraneo appena a nord della batteria di Lord Airey. La batteria di artiglieria si trovava alla cresta superiore della Rocca di Gibilterra, vicino all'estremità meridionale di quella che oggi è la Riserva Naturale della Riserva Superiore.
La costruzione della struttura sotterranea è iniziata alla fine del 1941 e fu completata alla fine dell'estate 1942. Le camere servivano come doppio posto di osservazione, con una fessura di osservazione che si affaccia sulla baia di Gibilterra e un'ampia apertura sul mare Mediterraneo. Sei uomini sono stati selezionati per l'operazione, un funzionario esecutivo come leader, due medici e tre operatori radio.
Tutti e sei uomini avevano il compito di monitorare i movimenti delle navi ben consapevoli del fatto che non avrebbero potuto metter piede fuori dalla grotta.
Essi avevano deciso volontariamente di essere rinchiusi all'interno della grotta anche nel caso che Gibilterra cadesse nelle mani delle potenze dell'Asse. Gli uomini capirono che dovevano rimanere sigillati all'interno dell'impianto per circa un anno, anche se potrebbe essere molto più lungo.
Quando verso la fine del 1941 l'ipotesi di un'invasione parve fondata, l'idea di una serie di posti segreti d'osservazione (basati a Gibilterra, Malta e Aden) confluì nell'operazione Tracer. A Gibilterra i lavori iniziarono immediatamente sotto la direzione di Geoffrey Birley e del suo ingegnere Fordham che scelsero come futura casa dei volontari una sezione della punta meridionale della rocca, già oggetto di uno studio per costruirvi un tunnel antiaereo. Test delle attrezzature radio iniziarono nel gennaio 1942 sotto la supervisione del colonnello dell'MI6 Gambier-Parry. Come supervisore medico venne scelto un superstite della fallimentare avventura di Robert Falcon Scott al Polo sud, Murray Levick, che preparò psicologicamente e fisicamente i sei volontari per partecipare all'operazione, che iniziò nell'estate 1942 ma che non ebbe mai modo di rendersi utile dato che non ci furono invasioni.
Vennero immagazzinati viveri per un soggiorno di sette anni in totale. Tuttavia, il piano non fu mai attivato. Il direttore dell'intelligence navale ordinò di distribuire le disposizioni nel complesso e nella grotta sigillata. Rumori di un complesso segreto, eventualmente definito "Stay Behind Cave", circolavano da decenni a Gibilterra, fino alla scoperta delle camere nel 1997 da parte del gruppo Caving di Gibilterra. L'autenticità del sito è stata confermata da uno dei costruttori nel 1998 e un decennio dopo da uno dei medici. Quel medico, l'ultimo membro sopravvissuto della squadra Tracer, è morto nel 2010.